# Bliss (chanson de Muse)
Pour les articles homonymes, voir Bliss.
Singles de Muse
New Born
(2001) Hyper Music/Feeling Good
(2001)
Pistes de Origin of Symmetry
New Born
(1) Space Dementia
(3)
Bliss est un single du groupe de rock britannique Muse, sorti le 20 août 2001 et tiré de leur album Origin of Symmetry (2001).

## Autour du morceau
La première apparition du morceau remonterait au "Bizarre Festival" de 2000, en Allemagne, Matthew Bellamy (principal compositeur du morceau) utilisant alors des sons d'arcade pour s'accompagner, et donnant un rendu bien éloigné de la version de l'album, la ligne de basse y étant pourtant déjà très similaire.
« Tous ces claviers arpégés des années '80 me rappellent des programmes TV que je regardais à 5 ans, confesse Matthew. Je crois que l'idée vient de là. Et que ça me rappelle une époque où tout était plus simple, où je me sentais mieux ». À ce titre, Bliss signifie félicité, béatitude.

## Liste des pistes
| 1. | Bliss                 | 4 min 36 s |
| 2. | Hyper Chondriac Music | 5 min 30 s |

| 1. | Bliss                     | 4 min 36 s |
| 2. | The Gallery               | 3 min 32 s |
| 3. | Screenager (version live) | 4 min 01 s |
| 4. | Bliss (vidéo)             | 4 min 36 s |

| 1. | Bliss                   | 4 min 36 s |
| 2. | Hyper Chondriac Music   | 5 min 30 s |
| 3. | New Born (version live) | 5 min 59 s |

| 1. | Bliss                     | 4 min 36 s |
| 2. | The Gallery               | 3 min 32 s |
| 3. | Screenager (version live) | 4 min 01 s |
| 4. | Hyper Chondriac Music     | 5 min 30 s |
| 5. | New Born (version live)   | 5 min 59 s |